# Zakon o prevajanju toplote
Zákon o prevájanju toplôte (v tujih virih tudi Fourierov zakon) podaja gostoto toplotnega toka pri prevajanju toplote, pri katerem toplotni prevodnik med toplotnim rezervoarjem pri višji temperaturi in toplotnim rezervoarjem pri nižji temperaturi miruje, kar je izpolnjeno za trdnine in mirujoče tekočine:
{\displaystyle {\vec {\mathbf {j} }}=-\lambda \nabla T\!\,.}
Pri tem je λ toplotna prevodnost in ∇ T negativni temperaturni gradient. Negativni predznak označuje, da ima toplotni tok smer negativnega gradienta temperature.
Zakon je odkril Joseph Fourier in ga leta 1822 objavil v svojem delu La Théorie Analytique de la Chaleur.
Pri prevajanju toplote skozi plast se lahko zakon o prevajanju toplote v smeri pravokotno na plast zapiše v enostavnejši obliki:
{\displaystyle j=-\lambda {\frac {{\rm {d}}T}{{\rm {d}}x}}\!\,.}
Za tanko plast, pri kateri se lahko debelino x zanemari v primerjavi z ostalimi razsežnostmi, se izraz še poenostavi:
{\displaystyle j=-\lambda {\frac {\Delta T}{x}}\!\,.}